# شناسنامه
شناسنامه یکی از اسناد هویتی در ایران است که سازمان ثبت احوال کشور موظف است شناسنامه را برای هر شهروند ایرانی صادر کند تا شهروندان در بانک، انتخابات سیاسی، ازدواج، طلاق، اقامت، مسافرت خارجه و… از آن برای احرازهویت خود استفاده کنند.
برای شرکت در انتخابات ریاست جمهوری، داشتن شناسنامه از الزامات است.
مطابق قانون اصلاح ثبت احوال کشور ایران مصوب ۱۸ دی ۱۳۶۳، بر روی جلد و صفحه اول شناسنامه، آرم الله قرار دارد.
در فارسی افغانستان اصطلاح «تذکره تابعیت» و در فارسی تاجیکستان واژهٔ «زادنامه» یا «متولد نامه» به جای شناسنامه به کار می‌رود. همچنین در تاجیکستان واژه شناسنامه به معنای گذرنامه و در سایر کشورها به نام پاسپورت نامیده می‌شود.

## پیشینه

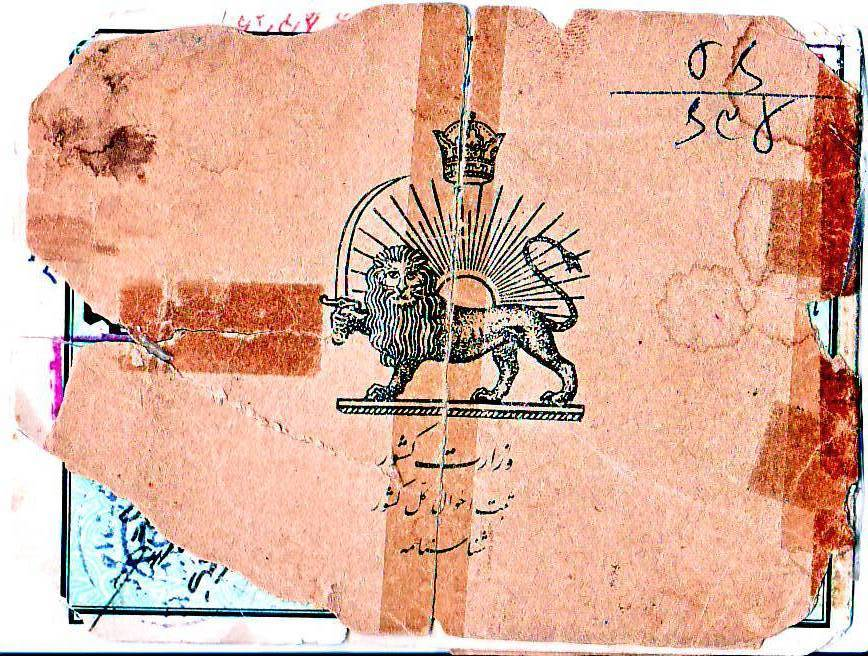
جلد شناسنامهٔ مربوط به دوران پهلوی

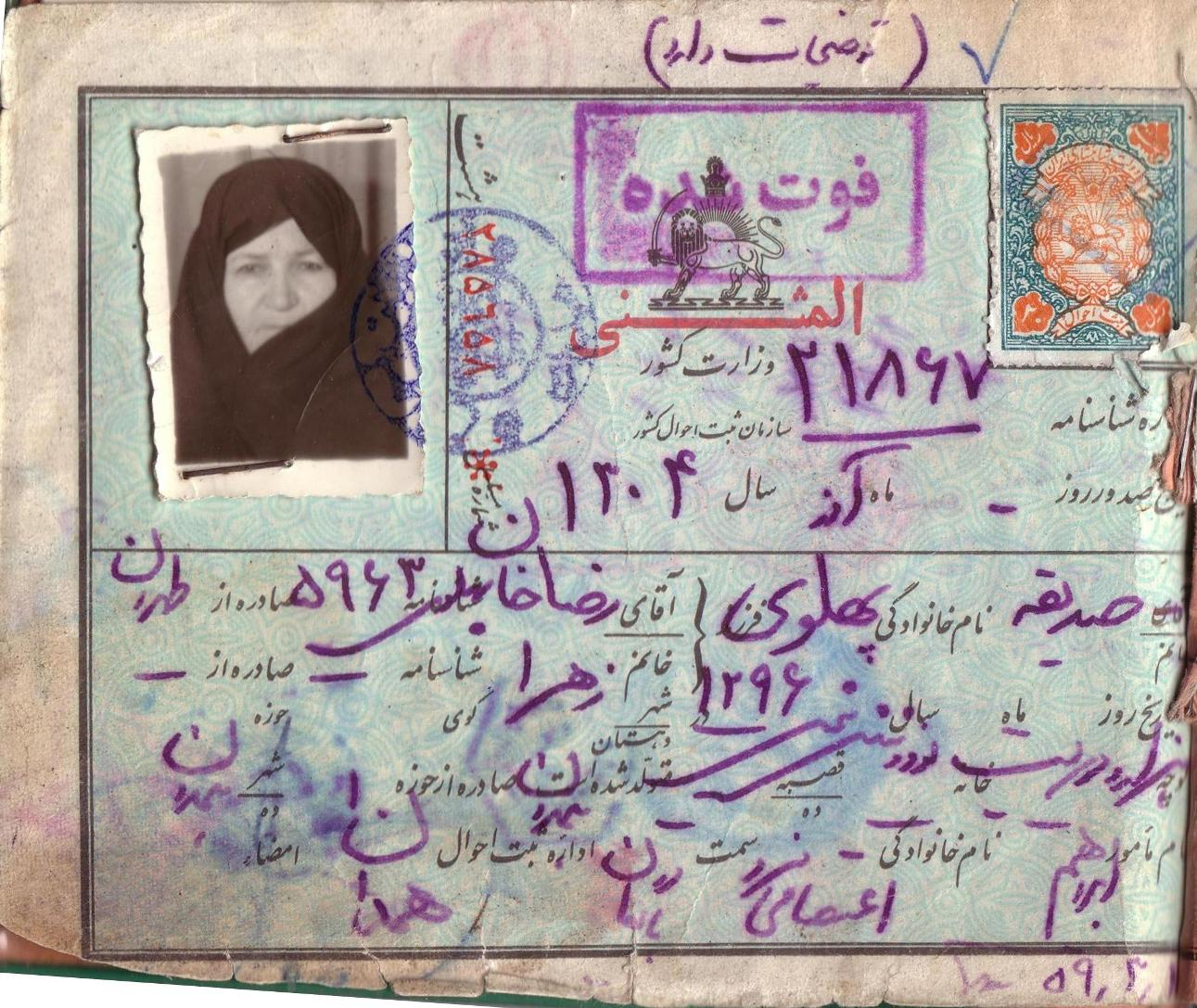
صفحه اول شناسنامه دوران پهلوی

نخستین شناسنامه ایرانی (که در آن زمان سجل نامیده می‌شد) در دوران قاجار و در تاریخ ۳ دی ۱۲۹۷ برای دختری به نام «فاطمه پهلوی» صادر شد.
با اجباری شدن صدور شناسنامه برای همه ایرانیان در دوران رضاشاه، بعضی از روحانیون در برخی شهرها علیه آن فتوا هم صادر کردند. آنها مایل به ذکر نام زنان و دختران خود در شناسنامه یا همان «سجل» نبودند و این کار را ورود به عرصه «محارم» خود می‌دانستند.

## اطلاعات درج‌شده در شناسنامه
هر شناسنامه باید حاوی اطلاعات زیر باشد:

### اطلاعات مربوط به صاحب سند
- نام و نام خانوادگی و (جنسیت)[۳]
- عکس اسکن شده[۳]
- شماره شناسنامه[۳]
- کد ملی[۳]
- تاریخ تولد: روز، ماه و سال در هجری خورشیدی و هجری قمری[۳]
- محل تولد: شهرستان، بخش، دهستان (شهر/روستا)[۳]
- نام پدر و نام مادر[۳]
- شماره شناسنامه یا کارت ملی پدر و مادر[۳]
- محل تولد پدر و مادر[۳]
- محل مخصوص ثبت ازدواج و طلاق و مشخصات همسر[۳]
- نام فرزندان و مشخصات آن‌ها[۳]
- وفات صاحب شناسنامه[۳]
- اثر انگشت که در زیر قسمت وفات قرار دارد.[۳][۶]

اطلاعات مربوط به صاحب سند در گذشته
نام - نام پدربزرگ و نام پدر جد (نام پدر به کار نمی‌رود) تاریخ تولد محل تولد شماره شناسنامه عکس و …

### اطلاعات مربوط به سند
- شماره سریال و سری مخصوص شناسنامه[۳]
- تاریخ تنظیم سند: روز؛ ماه و سال در هجری خورشیدی[۳]
- محل تنظیم سند: حوزه، شهرستان، بخش، دهستان (شهر/روستا)[۳]
- نام و نام خانوادگی مأمور تنظیم‌کننده سند؛ امضاء مأمور صدور و مهر اداره[۳]
- محل توضیحات (مانند تغییر نام)[۳]
- محل مخصوص ضرب مهرهای اضطراری (مانند مهر شرکت در انتخابات)[۳]

## ضرب مهر
مطابق قانون تنها نهادهای زیر مجاز به ضرب مهرهای مربوطه روی شناسنامه هستند:
- سازمان ثبت احوال کشور[۳]
- دفاتر اسناد رسمی ازدواج و طلاق[۳]
- نمایندگی‌های دولت جمهوری اسلامی ایران در خارج از کشور[۳]
- اداره تشخیص هویت نیروی انتظامی[۳]
- پلیس بین‌المللی[۳]
- اداره کل انتخابات وزارت کشور[۳]

## حذف نام همسر
حذف نام زوج از شناسنامه زوجه امکان‌پذیر است اگر در دوران عقد جدایی انجام شده باشد و دوشیزه بودن زوجه مطابق احکام قضایی و سند طلاق قابل استنباط باشد. در غیر اینصورت ممکن نمی‌باشد مگر به حکم دادگاه صالح در این موضوع. دادگاه نیز در صورت احراز ضرورت و اتفاق کامل نسبت به حذف نام همسر سابق حکم خواهد داد. بنا به گزارش برخی سایت‌های خبری، افراد سودجویی هستند که در قبال دریافت مبالغ کلان نام همسر سابق مشتریان خود را از شناسنامه‌های آن‌ها پاک می‌کنند، وقتی شناسنامه جدید خالی از نام همسر سابق در اختیار مشتری قرار گرفت و او از اصالت آن با روش‌هایی مانند گرفتن گذرنامه یا افتتاح حساب بانکی اطمینان پیدا کرد به شخص معتمد اجازه می‌دهد که پول را پرداخت کند. یکی از وکلای دادگاه خانواده در گفتگو با «جام جم» اظهار می‌کند، چند نفر از موکلان خودم یا همکارانم که با همسر سابق خود فرزند مشترک نداشته‌اند با پرداخت پول، نام همسر سابق خود را از شناسنامه‌شان پاک‌کرده‌اند. هر واقعه طلاق و ازدواجی که در محضر رخ دهد، در شناسنامه درج‌شده و اعلامیه آن به ثبت‌احوال فرستاده می‌شود تا برود و در سند اصلی فرد ثبت شود، و بعد از آن دیگر امکان تغییر آن وجود ندارد، و اگر، بر اساس حکم دادگاه نیز تغییری صورت بگیرد به شکل توضیح در آن سند اصلی ثبت می‌شود. در این حالت چون واقعه ازدواج قبلاً در سند اصلی هویتی شخص در سازمان درج‌شده، امکان حذف آن وجود ندارد به همین دلیل اگر شخصی ادعا کند که می‌تواند آن را تغییر دهد ادعای کذب کرده است و البته هر شخصی می‌تواند از سازمان ثبت‌احوال تقاضای گواهی تجرد کند. در این گواهی درج می‌شود که شخص تاکنون ازدواج‌کرده، طلاق گرفته یا مجرد بوده است.

## ابطال
شناسنامه در دو صورت باطل می‌شود، یکی ترک تابعیت ایران و دیگری فوت.